# Lance Robertson
Lance Robertson est un acteur américain né le 5 avril 1965. Il joue dans la série Yo Gabba Gabba! à partir de 2007.